# Pod junáckou vlajkou
Pod junáckou vlajkou je skautský román pro mládež českého spisovatele Jaroslava Foglara z roku 1940. Vypráví o uličníkovi Mirkovi, který vstoupí do skautského oddílu se záměrem ukrást stan pro potřeby své party. Prostředí oddílu ho však okouzlí natolik, že přestane mít o původní partu zcela zájem. 
Na Junáckou vlajku navázal Foglar navázal románem Devadesátka pokračuje, který vycházel na pokračování v letech 1945–1947 a prvního knižního vydání se dočkal roku 1969.

## Příběh
Mirek Trojan je členem party čtyř kluků, kterou vede nejstarší z nich, Ondra, jenž se však členem stal až teprve nedávno a z vůdcovského místa odstavil právě Mirka. Ten chce na ostatní kluky zapůsobit, a proto slíbí, že vstoupí do skautského oddílu, aby z něj pro partu ukradl stan. Během několika schůzek pražského 90. oddílu (zvaného proto „Devadesátka“) však postupně zjišťuje, že se mu skautské hry a oddílová dobrodružství zamlouvají víc než nudné zevlování s partou. Navíc v oddíle najde spoustu přátel v čele se svým vrstevníkem Jiřím a oddílovým vedoucím Tapinem. Ondra však má Mirka v hrsti, protože má úpis, kterým se ke krádeži stanu zavazuje. Mirek se ale stále více cítí být opravdovým skautem a je už pro něj nepředstavitelné, že by svůj dřívější slib splnil. Ondra se pak vážně zraní při práci v dílně a nějakou dobu se léčí, takže Mirek má od něj dočasně pokoj a odjede s oddílem na letní tábor. Tam si však na něj uzdravený Ondra počíhá a vyhrožuje, že jestli mu Mirek stan nedodá do konce tábora, ukáže úpis jeho vedoucímu. Zdrcený Mirek neví, co má dělat, ale nakonec sebere odvahu a Tapinovi se ke všemu přizná. Protože Tapin vidí, že se z Mirka mezitím už stal správný chlapec, odpustí mu a vyžene Ondru pryč. Mirek se stane plnoprávným členem skautského oddílu, avšak jeho nejlepší přítel Jiří oddíl po táboře opustí. 

## Vznik a vydávání
Jeden z mála skautských románů Jaroslava Foglara pravděpodobně zahrnuje zkušenosti a zážitky z jeho vlastního druhého oddílu (byť není známo, že by do Dvojky přišel chlapec se stejným záměrem jako Mirek Trojan). Inspiraci Foglar nalezl ve skutečném světě i u některých jmen a přezdívek, včetně vyprávění o Láďovi Velebilovi coby vzoru správného skauta. Předlohou pro postavu Simby, zástupce vůdce Devadesátky, byl zase Jarmil M. Burghauser-Jumbo.
Kniha byla vytištěna ve spěchu v říjnu 1940, těsně před zrušením skautské organizace Junák z nařízení K. H. Franka 28. října 1940. I přes tyto okolnosti byl román v nakladatelství Jan Kobes v listopadu 1940 poprvé vydán a objevil se na vánočním trhu. Prodával se ale jen krátce, gestapo ho umístilo na index, takže musel být vyřazen z knihkupectví i knihoven a neprodané výtisky měly být zničeny. Po druhé světové válce měl být román vydán roku 1947 pod pozměněným názvem Pod vlajkou Devadesátky (a zároveň na něj mělo navázat první vydání navazujícího příběhu Devadesátka pokračuje), k tomu však už nedošlo. Dokončené ilustrace Bohumíra Čermáka pro tuto edici byly objeveny v archivních dokumentech v Památníku národního písemnictví až počátkem 21. století a následně byly roku 2012 Jiřím Stegbauerem využity pro bibliofilské vydání románu s plánovaným názvem Pod vlajkou Devadesátky.

### Knižní česká vydání
Přehled knižních vydání v češtině:
- 1940 – 1. vydání, nakladatelství Jan Kobes, ilustrace Mariquita, obálka Zdeněk Burian
- 1945 – dotisk 1. vydání, nakladatelství Jan Kobes, ilustrace Mariquita, obálka Zdeněk Burian
- 1969 – 2. vydání, nakladatelství Olympia, ilustrace Bohumil Konečný a Gustav Krum, obálka Bohumil Konečný
- 1991 – 3. vydání, nakladatelství Olympia, ilustrace Bohumil Konečný a Gustav Krum, obálka Ervín Urban, ISBN 80-7033-129-1 (edice Sebrané spisy, sv. 4)
- 1995 – 4. vydání, nakladatelství Olympia, ilustrace Bohumil Konečný a Gustav Krum, obálka Gustav Krum, ISBN 80-7033-374-X (edice Sebrané spisy, sv. 4)
- 1997 – 5. vydání, nakladatelství Olympia, ilustrace Bohumil Konečný a Gustav Krum, obálka Gustav Krum, ISBN 80-7033-437-1 (edice Sebrané spisy, sv. 4)
- 1999 – 6. vydání, nakladatelství Olympia, ilustrace Bohumil Konečný a Gustav Krum, obálka Gustav Krum, ISBN 80-7033-562-9 (edice Sebrané spisy, sv. 4)
- 2001 – dotisk 6. vydání, nakladatelství Olympia, ilustrace Bohumil Konečný a Gustav Krum, obálka Gustav Krum, ISBN 80-7033-562-9 (edice Sebrané spisy, sv. 4)
- 2005 – 7. vydání, nakladatelství Olympia, ilustrace Bohumil Konečný a Gustav Krum, obálka Gustav Krum, ISBN 80-7033-924-1 (edice Sebrané spisy, sv. 4)
- 2012 – Pod vlajkou Devadesátky, nakladatelství Ostrov, ilustrace Bohumír Čermák, ISBN 978-80-86289-74-8 (sběratelské vydání, v tiráži uvedeno jako 8. vydání)
- 2021 – 8. vydání, nakladatelství Albatros, ilustrace Marek Pokorný, ISBN 978-80-00-06507-6 (řada Foglarovky)

## Adaptace
V roce 2024 vyšla v nakladatelství Albatros audiokniha, román čte Matouš Ruml.

## Pokračování
Hned po skončení druhé světové války začal Jaroslav Foglar psát pro obnovený časopis Junák pokračování Junácké vlajky s názvem Devadesátka pokračuje. Román vycházel na pokračování v Junáku od října 1945 do dubna 1946, kdy Foglar redakci časopisu opustil a přešel do časopisu Vpřed. Tam ve vydávání Devadesátky pokračoval až do února 1947. Knižně byl román poprvé vydán roku 1969.